# 안드레아폴
안드레아폴(러시아어; Андреа́поль)은 트베리 주 안드레아폴스키 군에 속한 도시이름이다.
인구는 9만900명(2001년)이다.